# Shrewsbury School
Shrewsbury School, officiellt namn: King Edward VI Grammar School, Shrewsbury, är en av de mest ansedda engelska privatskolorna (public schools). Skolan är belägen i Shrewsbury, Shropshire, nära gränsen till Wales. Den grundades 1552 av Kung Edvard VI. Tidigare antogs bara antagit pojkar, men från och med 2008 började man även anta flickor för de två sista åren, de som leder till en A Level-examen, motsvarande svensk gymnasieexamen. Skolan har i dag ca 700 elever i åldrarna 13-18 år.
Shrewsbury School är en av de nio privatskolorna som listas i 1868 års Public Schools Act (de övriga är Charterhouse, Eton College, Harrow School, Merchant Taylors' School, Rugby School, St Paul's School, Westminster School och Winchester College) och anses därmed ha fått en viss särställning bland landets skolor.
Före detta elever vid Shrewsbury School kallas Old Salopians. Bland dessa märks Charles Darwin. Några andra kända Old Salopians är Nevil Shute (författare), Andrew Irvine (bergsbestigare), Charles Evans (bergsbestigare), Michael Heseltine (politiker), Michael Palin (Monty Python-medlem) och John Peel (radioman).